# Geophis annuliferus
Geophis annuliferus (західна равликоїдна змія) — вид змій родини полозових (Colubridae). Ендемік Мексики.

## Поширення і екологія
Західні равликоїдні змії широко поширені на тихоокеанському узбережжі Мексики, від Сіналоа до Герреро, а також в басейні Ріо-Гранде-де-Сантьяго. Вони живуть в різноманітних природних середовищах, зокрема в сухих тропічних лісах та у вологих рівнинних і гірських тропічних лісах. Зустрічаються на висоті до 1450 м над рівнем моря.